# Olševek
Olševek – wieś w Słowenii, w gminie Šenčur. W 2018 roku liczyła 355 mieszkańców.